# Belgooly
Belgooly (irisch Béal Guala) ist ein Dorf im Süden des Countys Cork und im Süden der Republik Irland mit 823 Einwohnern (Stand 2022).

## Lage
Belgooly liegt etwa 17 Kilometer südsüdwestlich von Cork am River Stick. Durch den Ort führt die R600 von Cork kommend nach Kinsale und die R611 Richtung Carrigaline.

## Geschichte
Südlich von Belgooly befindet sich ein Standing Stone. 
Nur noch als Ruine erhalten ist die alte Kornmühle, die zwischen 1830 und 1835 errichtet wurde. 
Um 1910 wurde die Herz-Jesu-Kirche errichtet.
Am 26. August 1941 wurde eine Junkers Ju 88 hier abgeschossen.

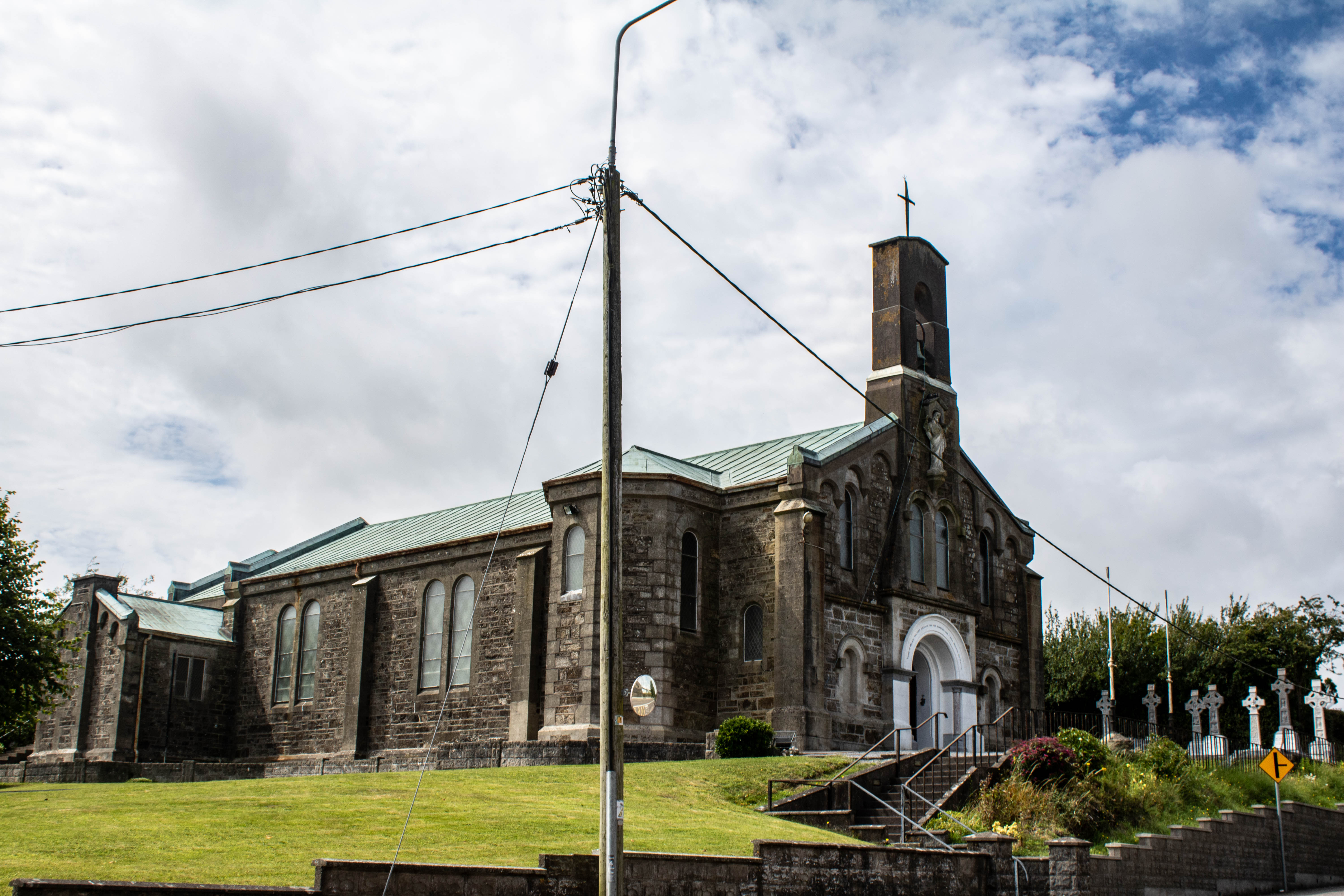
Herz-Jesu-Kirche
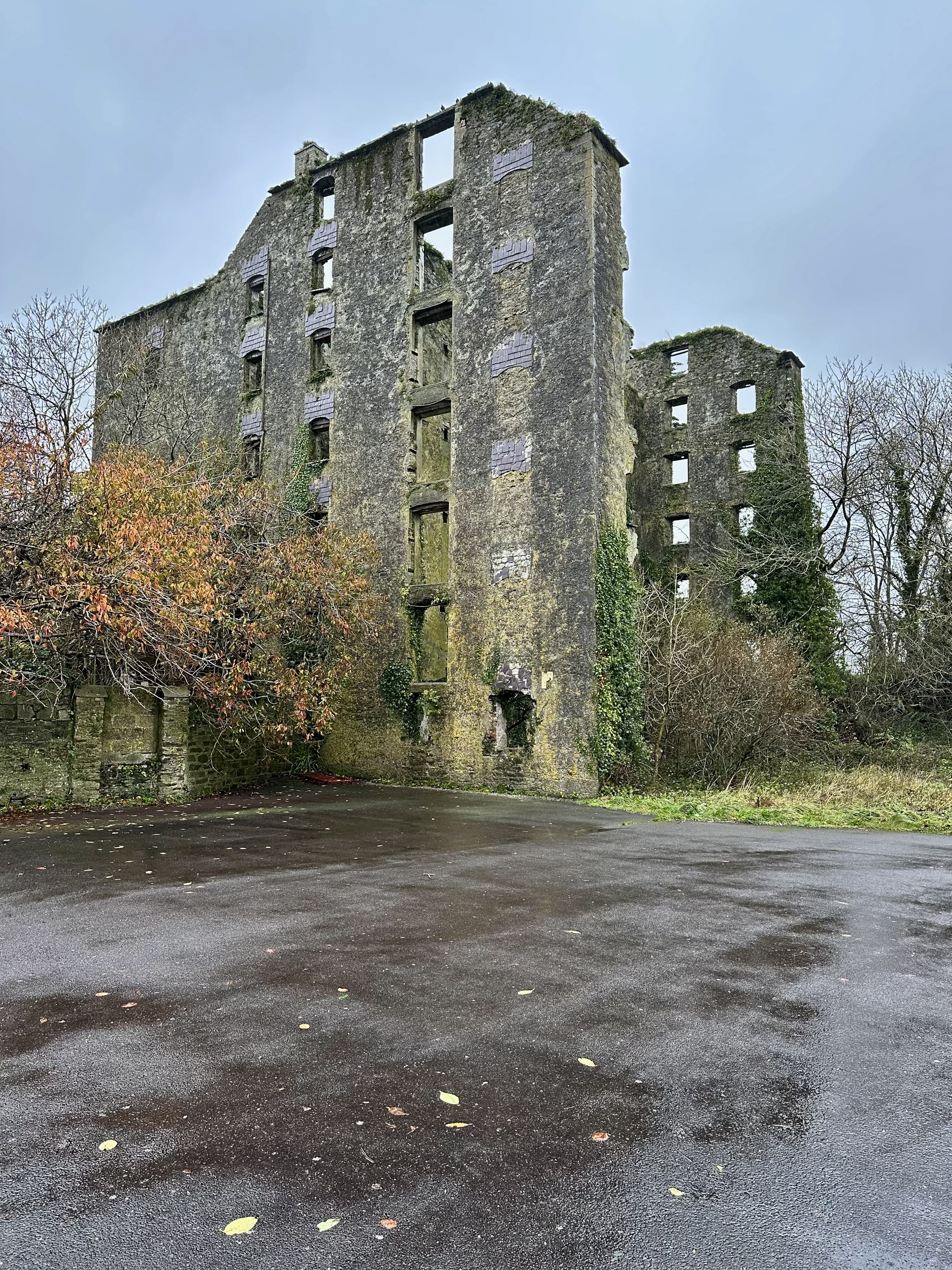
Ruine der Kornmühle